# Антонов, Александр Иванович
Алекса́ндр Ива́нович Анто́нов (1910, Бондюжский, Кураковская волость, Елабужский уезд, Вятская губерния, Российская империя — 7 мая 1942, Лебединский район, Сумская область) — советский политический деятель, первый секретарь Сумского подпольного областного комитета КП(б) Украины.

## Биография
В 1930 вступил в ВКП(б).
В 1937—1938 годах работал редактором газеты «Заря» (Шосткинского района Черниговской области).
В 1938—1939 годах — культпропагандист Шосткинского районного комитета КП(б) Украины (Черниговская область)
С 1939 по сентябрь 1941 года — заместитель заведующего Отделом пропаганды и агитации Сумского областного комитета КП (б) Украины.
Во время немецкой оккупации территории Сумской области — на подпольной работе. В августе 1941 г. А. Антонов координировал действия подпольных и партизанских организаций и отрядов. Возглавил партийную организацию партизанского отряда Карпова, который действовал на Лебединщине.
1-й секретарь Сумского подпольного областного комитета КП(б) Украины с сентября 1941 по май 1942 г.
После того, как немцы усилили борьбу с партизанами и в бою погиб командир отряда И. Карпов, лебединские партизаны стали пробиваться на север области, в брянские леса. Однако место нахождения отряда было выдано немцам предателем, а А. Антонов захвачен в плен. Казнён в тюрьме 7 мая 1942 г.
Похоронен в г. Лебедин Сумской области. В сквере по ул. Первогвардейская в Лебедине был установлен бюст в память о герое  и названа одна из городских улиц.